# Da pacem Domine (Arvo Pärt)
Da pacem Domine is de titel van een aantal composities van Arvo Pärt.
Pärt schreef het origineel voor vierstemmig solistenensemble of gemengd koor, al dan niet begeleid. Initiatiefnemer en opdrachtgever was dirigent Jordi Savall, die het bestelde voor een uitvoering tijdens een vredesconcert. De stemverdeling bij dit ongeveer zes minuten durende werk is SATB (sopraan, alt, tenor en bariton). De componist baseerde zich op de oorspronkelijke antifoon en voegde er drie stemmen aan toe, zodat een polyfonisch werk ontstond; de eventuele instrumentalisten spelen unisono met de zangers. Pärt begon met het schrijven twee dagen na de Aanslagen in Madrid op 11 maart 2004. Pärt gebruikte het Da pacem Domine, een zesde- of zevende-eeuwse hymne gebaseerd op de Bijbelverzen 2 Koningen 20:19, 2 Kronieken 20:12, 15 en Psalm 72:6-7.
Savall gaf dan ook de wereldpremière van dit stuk met de ensembles Hesperion XXI en La Capella Reial de Catalunya en wel op 1 juli 2004 in L'Auditori te Barcelona. Het werk wordt jaarlijks in Spanje gezongen ter nagedachtenis aan de slachtoffers van de aanslag.
De eerste commerciële opname verscheen via het platenlabel ECM Records, dat meerdere composities van Pärt vastlegde. Het Hilliard Ensemble nam het op 29 maart 2005 op in de Propstei Sankt Gerold met een countertenor in plaats van de alt en twee tenoren in plaats van een. Die opname werd ook al in 2005 uitgebracht, daar waar ECM Records veelal een langere tijd neemt om opnames uit te brengen. Da pacem Domine werd daarbij als een soort prelude gepresenteerd bij Lamentate.
Pärt schreef later een aantal andere versies; een versie voor koor en strijkorkest volgde rond 2007; ook instrumentale versies voor strijkkwartet, blokfluitkwartet, saxofoonkwartet, strijkorkest en vier of acht celli zijn bekend. Van het werk in de diverse varianten is een uitgebreide discografie via diverse platenlabels bekend.

## Tekst
Da pacem Domine in diebus nostris,

quia non est alius,

qui pugnet pro nobis,

nisi tu Deus noster.

Hallelujah.
Vertaling:
Geef ons vrede Heer in onze dagen,

omdat er niemand anders is,

die voor ons wil vechten,

dan U, onze God.

Halleluja.
Eerste Symfonie (1963) · Tweede Symfonie (1966) · Pro et contra (1966) · Derde Symfonie (1971) · Für Alina (1976) · Fratres (1977) · Sarah was ninety years old (1976) · Arbos (1977) · Tabula Rasa (1977) · Cantus in memory of Benjamin Britten (1977) · Missa sillabica (1977) · Variationen zur Gesundung von Arinuschka (1977) · Spiegel im Spiegel (1978) · Summa (1980) · De profundis (1980) · Passio Domini nostri Jesu Christi secundum Johannem (1982) · Te Deum (1986) · Stabat mater (1985) · Zeven Magnificat-antifonen (1988) · Festina lente (1990) · Miserere (1989) · Magnificat (1989) · The Beatitudes (1991) · Silouans Song (1991) · Berliner Messe (1992) · Concerto piccolo über B-A-C-H (1994) · Which was the Son of... (2000) · Passacaglia (2003) · In principio (2003) · Lamentate (2002) · Da pacem Domine (2004) · Für Lennart in memoriam (2006) · Vierde symfonie "Los Angeles" (2008) · The deer's cry (2008)